# شين آوموري
شين آوموري (青森伸 آوموري شين) (اسمه الحقيقي كازوؤو إيتشينوهي (一戸和男 إيتشينوهي كازوؤو)) هو ممثل ياباني ولد في 20 أكتوبر 1941 في محافظة آوموري.

## أدواره في الأنمي

### مسلسلات أنمي تلفزيونية
- خيميائي الفولاذ - باسك غران
- خيميائي الفولاذ: فل ميتال ألكيميست - باسك غران
- المحقق كونان - دكتور أغاوا (هدايا للانتقام)
- يو يو هاكوشو - كوروموموتارو
- دراغون بول Z - كيبيتو
- دراغون بول كاي - كيبيتو
- دراغون بول سوبر - كيبيتو
- ذا بيغ أو - أوليفر غارلاند
- غاد غارد - بينس
- بلاك كات - تورنيو
- لاينباريل الحديدي - رئيس الوزراء كوداما
- ساموراي تشامبلو - كوغورو
- طريق السلام - أنور
- مصارع السومو الجريء ماتسوتارو!! - رايجين-أوياكاتا
- معرض الفن المزيف - كوموري
- داي الشجاع - ماتيو

### أفلام أنمي
- دراغون بول: المغامرة الغامضة - الرائد ميتاليترون
- دراغون بول Z: غضب التنين - هيلديغارن
- داي الشجاع: القادة الستة الجدد - ماتيو

## أدواره في الدبلجة اليابانية
- دامو ستحيل - دكتور دراكن
- ويني الدبدوب - الراوي

## وصلات خارجية
- شين آوموري على موقع IMDb (الإنجليزية)
- شين آوموري على موقع قاعدة بيانات الفيلم (الإنجليزية)
- شين آوموري على موقع ANN person (الإنجليزية)